# Yspahan
Yspahan ist ein Brettspiel vom Typ eines Aufbauspiels. Die Spieler platzieren in dreimal sieben Runden Waren in Basaren der persischen Stadt Isfahan und  erringen so Einfluss, der sich in Geld und Kamelen ausdrückt. Damit können Gebäude erworben werden.
Durch die Kombination von Würfel, was Glück und eine taktische Komponente erzeugt, und aufeinander aufbauenden Runden (die Tage) als strategischer Anteil entsteht ein Spiel, das sowohl Gelegenheitsspielern als auch Vielspielern gefallen kann.
Im Oktober 2007 war es eins der vier Brettspiele, das auf der europäischen Brettspielmeisterschaft gespielt wurde.